# Pierre Malinowski
Pierre Malinowski, né le 5 août 1987 à Reims, est un ancien militaire français et ancien assistant parlementaire au Parlement européen. 
Investi dans les relations franco-russes au travers du prisme historique, il est actuellement président d'un organisme russe, la Fondation pour le développement des initiatives historiques franco-russes.
L'action de Pierre Malinowski et de sa fondation ont suscité plusieurs controverses.

## Biographie
Titulaire du brevet des collèges et passionné du fait militaire, Pierre Malinowski décide de s'engager dans la Légion étrangère, qu’il quitte par la suite, pour se réengager dans l'arme blindée-cavalerie. Il quitte l'armée après une blessure en parachute et huit ans de service.
De retour à la vie civile, il rejoint le Parlement européen où il travaille pour Jean-Marie Le Pen. Il multiplie les voyages à l'étranger, notamment en Russie, où il noue des relations. 
Pierre Malinowski est invité à l'investiture de Vladimir Poutine au Kremlin en mai 2018. Il est réputé proche du président russe, qu'il rencontre régulièrement.
Vladimir Poutine lui accorde par décret du 22 juillet 2022 la nationalité russe,.

### Implication dans l'affaire Air Cocaïne
En août 2015, il fait partie du commando qui exfiltre de République dominicaine, à bord d'une vedette, Bruno Odos et Pascal Fauret, tous deux arrêtés deux ans plus tôt à bord d'un jet privé avec de la cocaïne en soute. Un mandat d'arrêt est émis contre lui par les autorités dominicaines ; il est alors recherché par Interpol, qui abandonne toutes poursuites quelques mois plus tard.
À la suite des attentats du 13 novembre 2015, il a également eu l'intention de rejoindre le combat contre l'État islamique en Syrie et en Irak et de former les combattants kurdes. Il est arrêté en Allemagne à l'aéroport.

### Recherches
De 2015 à 2017, lors de fouilles archéologiques illicites[réf. nécessaire] réalisées sans autorisations préfectorales à Cormicy, il retrouve les restes de deux soldats du corps expéditionnaire russe envoyés en France durant la Première Guerre mondiale. 
Après sa rencontre avec le dernier pilote français du régiment Normandie-Niemen Gaël Taburet en 2012, il opère une expédition en collaboration avec le ministère de la Défense russe en août 2018, pour retrouver l'avion YAK-1 du régiment qui reposait, selon la légende, dans un marais depuis 1943.
Le tunnel de Winterberg est localisé le 1er janvier 2020 lors d'une fouille illégale réalisée par Pierre Malinowski, son père Alain Malinowski et leur équipe. Une plainte déposée auprès du procureur par la DRAC sur demande du préfet de l'Aisne pour fouilles illégales est classée sans suites en juin 2021.
En 2023, dans la Marne, il est à l'origine des recherches permettant de trouver six dépouilles de soldats russes dans un champ de Courcy. Ces recherches sont une nouvelle fois réalisées en dehors du cadre légal et sans respect de la méthodologie scientifique archéologique[réf. nécessaire].

## Fondation pour le développement des initiatives historiques franco-russes
La Fondation pour le développement des initiatives historiques franco-russes est une fondation de droit russe inaugurée le 22 octobre 2018, dont Pierre Malinowski est le président, et Elizaveta Peskova, fille de Dmitry Peskov, vice-présidente. La fondation mène un certain nombre de recherches en France et en Russie,. 
En mai 2019, un projet est organisé sur le champ de bataille de Valoutina Gora, où des squelettes de chevaux et de soldats sont retrouvés. Les fouilles permettent de retrouver au cours de l'été 2019 le corps de Charles-Étienne Gudin, général d'Empire. Son retour et son inhumation en France donnent lieu à une controverse,. Le général Gudin est finalement inhumé le 2 décembre 2021 aux Invalides, aux côtés de Napoléon en présence de la ministre Geneviève Darrieussecq et du chef d'état major Thierry Burkhard,.  
En septembre 2019, 126 corps de soldats de la Grande Armée et du tsar, tués lors de la bataille de Viazma pendant la sanglante retraite de Russie en novembre 1812, sont exhumés, puis enterrés avec les honneurs militaires le 13 février 2021.
Du 1er au 20 octobre 2020, des fouilles entreprises en Crimée et à Sébastopol mettent au jour des dizaines de restes de soldats français à Inkerman, anglais à Sébastopol ou russes à l’Alma. Leurs funérailles suscitent également une polémique,.
Du 19 au 30 avril 2021, un projet est organisé à Volgograd sur le thème de la bataille de Stalingrad en présence de vétérans russes, français et américains. 
Le 29 octobre 2021, la fondation organise un rassemblement d'anciens combattants de Russie, de France et des États-Unis, à Saint-Pétersbourg au cimetière mémorial de Piskarevskoïe, pour rendre hommage à la défense du siège de Léningrad.

## Engagement politique
Pierre Malinowski s'engage à l'extrême droite et travaille en 2014 comme assistant parlementaire pour Jean-Marie Le Pen puis pour Aymeric Chauprade ; il indique avoir quitté la politique depuis 2017, mais conserve des relations amicales avec Jean-Marie Le Pen et Marion Maréchal, et bénéficie du soutien de Geoffroy Lejeune.
L'appui financier d'oligarques, le soutien officiel de la fille du porte-parole du Kremlin à la fondation qu'il dirige à partir de 2018 suscitent de la méfiance au Quai d'Orsay, alimentant la crainte d'une « diplomatie funéraire »,. Le quotidien Libération le qualifie en 2021 d'« émissaire du soft power russe ».

## Publication
- Pierre Malinowski (préf. Hélène Carrère d'Encausse), À la recherche du tombeau perdu : sur les traces de Napoléon et du général Gudin en Russie, Le Cherche midi, 2020, 304 p. (ISBN 978-2-7491-6550-9)[28].